# Jung Jin-woon
Jung Jin-woon (* 2. Mai 1991 in Seoul), am häufigsten Jinwoon geschrieben, ist ein südkoreanischer Sänger und Schauspieler. Als Mitglied der Gruppe 2AM debütierte er im Juli 2008. Seine Schauspielkarriere begann er im Jahr 2012 in der KBS-Serie Dream High 2.

## Filmografie

### Fernsehen
- 2011: Dream High (Fernsehserie, Folge 16)
- 2012: Dream High 2 (Fernsehserie)
- 2013: Shut Up Family (Fernsehserie)
- 2014: Marriage, Not Dating (Fernsehserie)